# شهرک صنعتی ملکان
شهرک صنعتی ملکان یکی از شهرک‌های صنعتی استان آذربایجان شرقی است که در ورودی شهر ملکان واقع شده‌است.